# ローヴァ (小惑星)
ローヴァ (868 Lova) は小惑星帯に位置する小惑星である。ハイデルベルクのケーニッヒシュトゥール天文台でマックス・ヴォルフによって発見された。
名前の由来は不明である。